# توهو، فوکوکا
توهو، فوکوکا (به لاتین: Tōhō, Fukuoka) یک سکونتگاه مسکونی در ژاپن است که در استان فوکوئوکا واقع شده‌است.

## خصوصیات
توهو ۲٬۷۹۳ نفر جمعیت دارد.